# Naoki Yanagi
Naoki Yanagi (矢薙 直樹, Yanagi Naoki), né le 1er novembre à Tōkyō, est un seiyū (doubleur japonais). Il a également été crédité sous le nom de Tomoki Yanagi (柳 知樹, Yanagi Tomoki), son vrai nom.

## Prestations notables
- John Whittard dans Ashita no Nadja
- Yashamaru dans Basilisk
- Kanata Saionji dans Daa! Daa! Daa!
- Edd dans Ed, Edd & Eddy (Japanese dub)
- Nagiyo dans Fushigiboshi no Futagohime
- Manabu Yuuki The Galaxy Railways
- Tadaaki Kusano dans Great Teacher Onizuka
- Hiroaki Yamamoto dans Onegai My Melody
- Mytho dans Princess Tutu
- Cacao dans Trouble Chocolate
- Gora dans Innocent Venus
- Hiiragi Renji dans Night Wizard The ANIMATION